# Johan Carel Spengler
Johan Carel Spengler (Zaltbommel, 23 juli 1716 – Zutphen, begraven 4 juli 1789) was kolonel der Infanterie, militair commandant van de stad Gent, plaats-majoor te Sas van Gent in 1777– 1787 en generaal-majoor in Staatse dienst.
Zijn belangrijkste wapenfeit op 70-jarige leeftijd was op 5 september 1786 de inname en het herstel van de orde in Hattem (en Elburg) tegenover de Patriotten onder Herman Willem Daendels. Dit gebeurde op bevel van Prins Willem V. Dit feit is eigenlijk alleen bekend geworden uit geschriften van Patriotse zijde. Zijn zoon luitenant Johannes Gerhardus woonde op dat moment net ten westen van Hattem op Huis Waburg (aan de Waa gelegen) en werd als gijzelaar meegenomen maar al snel weer vrijgelaten. 

## Leven
Johan Carel Spengler was een zoon van Laurens Spengler en Debora van Rijssel. Hij was getrouwd met Susanna Wilhelmina Alberta de Vulder (1712–1768), met wie hij zeven kinderen kreeg, onder wie Laurens Spengler (1741–1811), Johannes Gerhardus van Spengler (1748–1829) en Gerrit (Gerhardus) Spengler (1752–1812).